# 요코하마시 교통국 10000형 전동차
요코하마 시 교통국 10000형 전동차(일본어: 横浜市交通局10000形電車)는 2008년 3월 30일부터 운행하고 있는 요코하마 시 교통국 지하철 그린 라인의 전동차이다.

## 형성
1. Mc1 (번호 10011 - 10151) (팬터 그래프와)
2. M2 (번호 10012 - 10152)
3. M5 (번호 10015 - 10155)
4. Mc6 (번호 10016 - 10156) (팬터 그래프와)

## 성능
- 차종 / 편성 - 내식 알루미늄 합금 제 리니어 모터 구동 전동차
- 궤간 - 1,435mm (표준궤)
- 제어방식 - VVVF 인버터 제어 (IGBT 소자)
- 전기방식 - 직류 1,500V (전차선 빙식)
- 정원 - 선두차 88명, 중간차 102명
- 자동 열차 운전 장치 (ATO) - 지점 검지 차량에 연산 방식
- 차량 설계 최고 속도 - 80km/h
- 기동 가속도 - 3.2km/h/s
- 감속도 - 통상 3.5km/h/s, 비상 4.5km/h/s

## 차량 사진

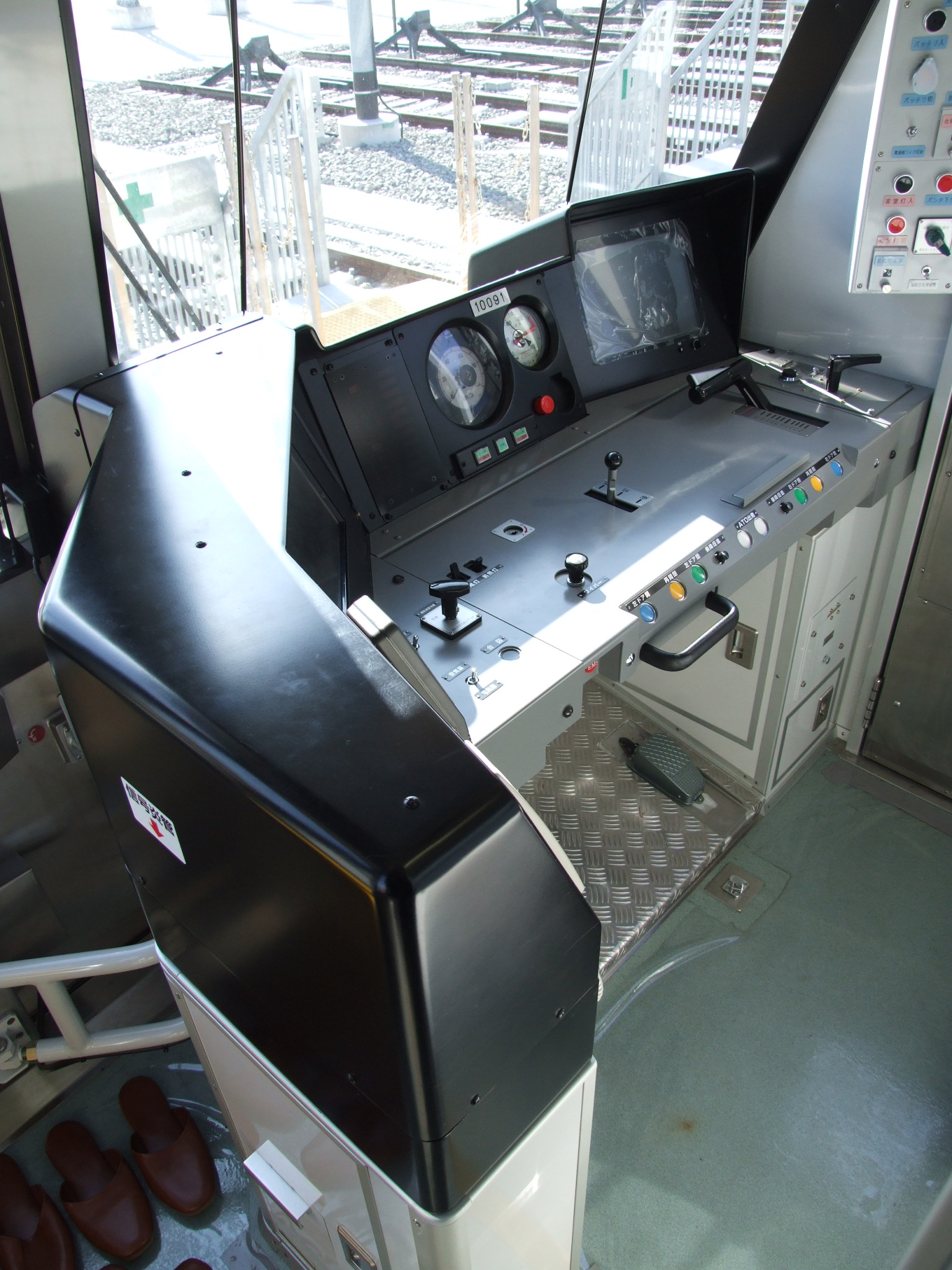
운전대
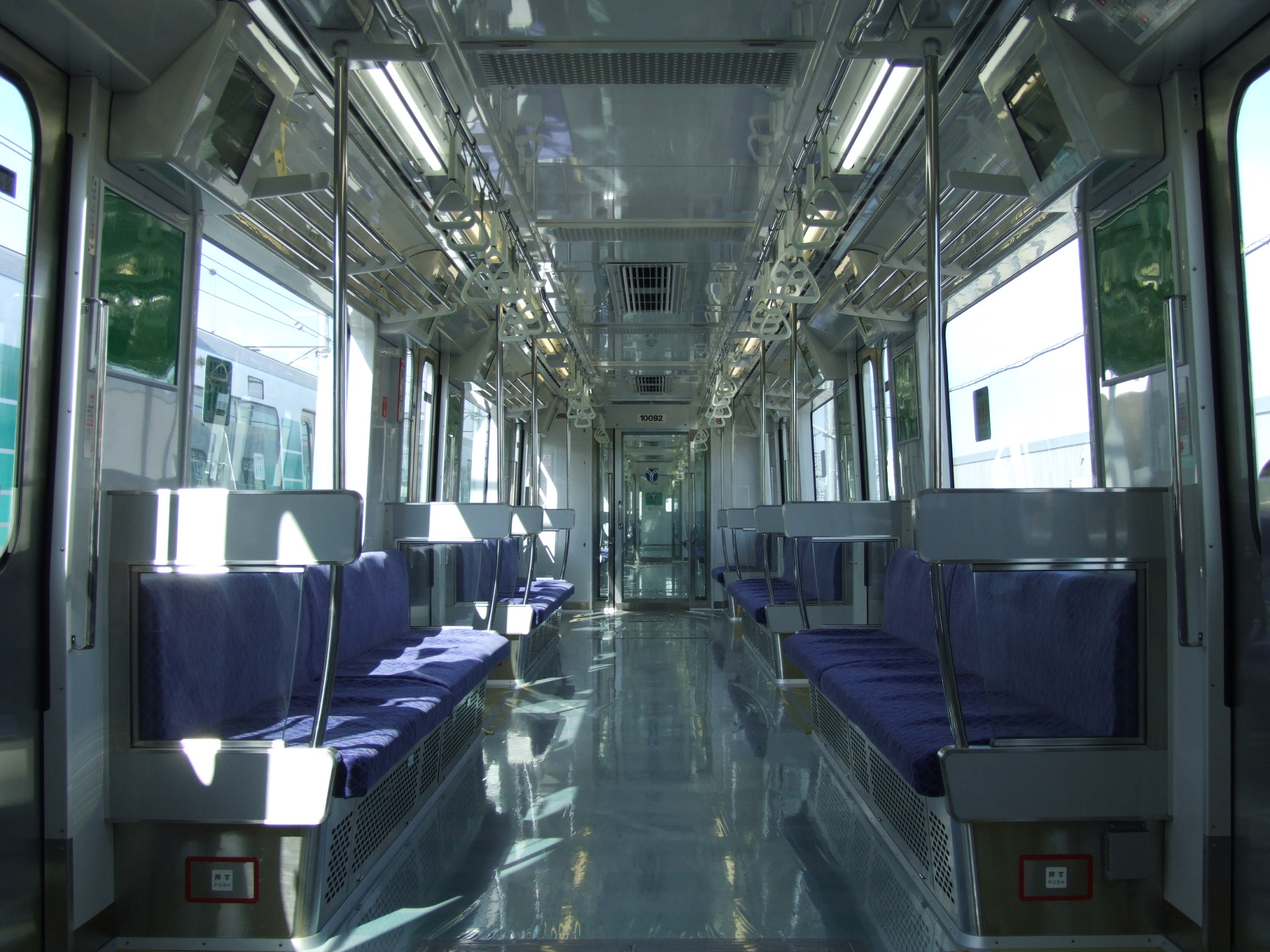
차내
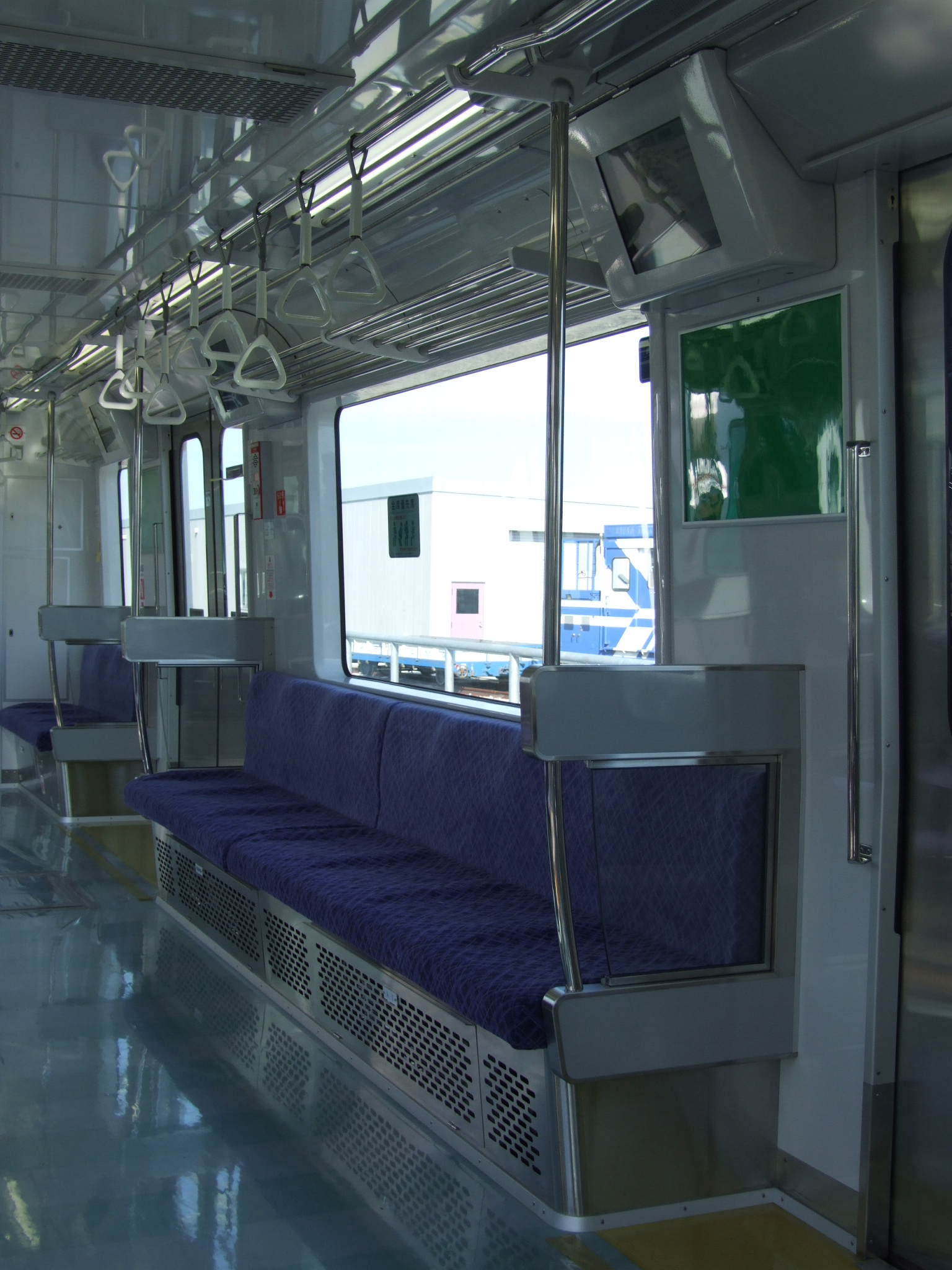
좌석 (7명뿐)
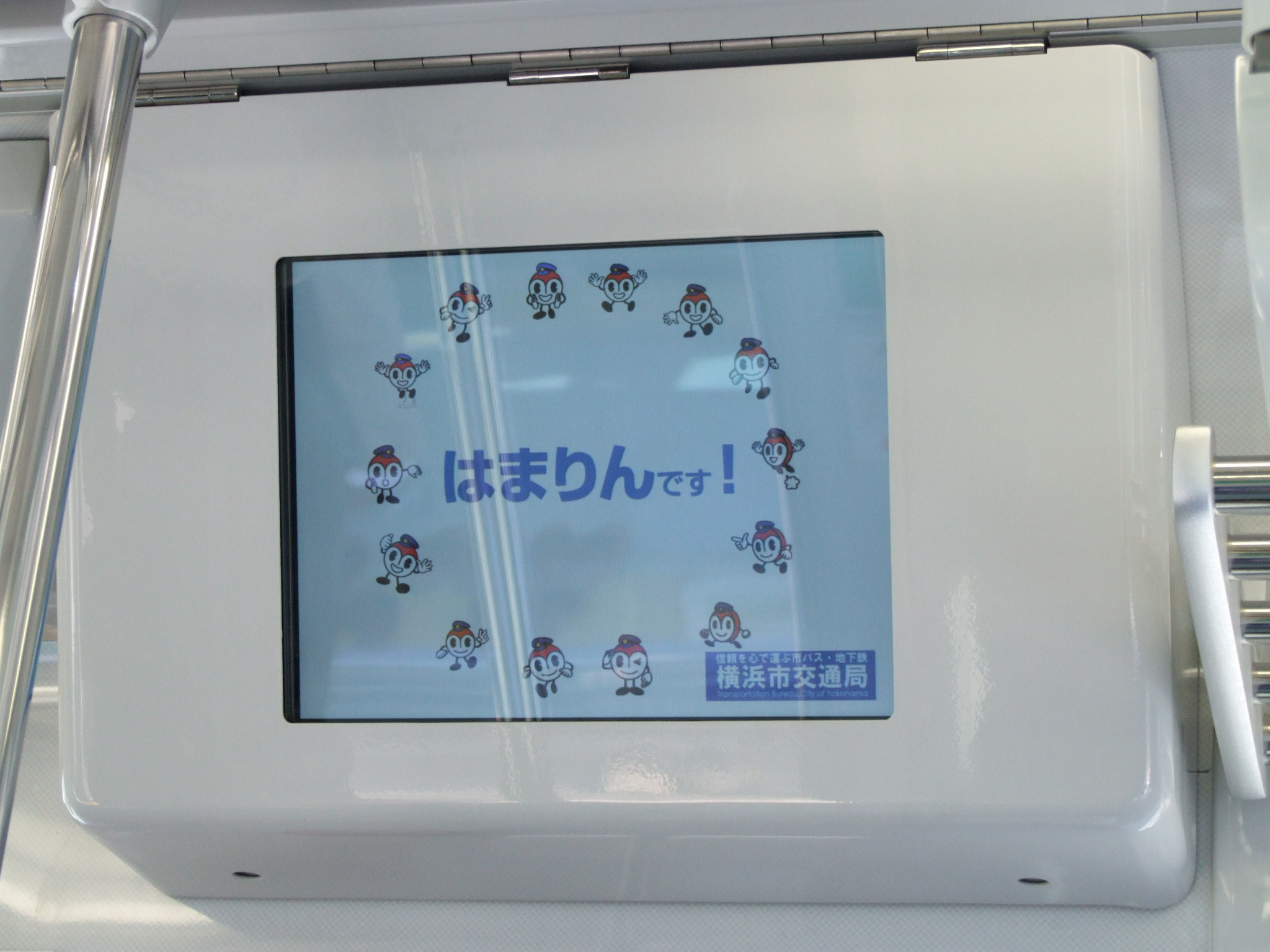
LCD식 승객 안내 표시기

## 참고 자료
- "Japan Railfan Magazine" January 2008 issue (Vol.48, No.561), p.62-63